# Aéroport international La Chinita
L'aéroport international La Chinita (code IATA : MAR • code OACI : SVMC) est un aéroport qui dessert la ville de Maracaibo dans l'État de Zulia au Venezuela.

## Situation
| Barcelona Barquisimeto Caracas Ciudad · Bolívar Ciudad Guayana Mérida Coro Cumaná El Vigía Maracaibo Porlamar Puerto · Ayacucho Punto Fijo San Fernando de Apure San Tomé Valencia Los Roques La Fría Maturín Canaima |

## COmpagnies et destinations
| Compagnies            | Destinations                                                                    |
| --------------------- | ------------------------------------------------------------------------------- |
| Avior Airlines        | Caracas-Maiquetía, Santa Barbara                                                |
| Conviasa              | Caracas-Maiquetía, Ciudad Guayana, Maturín, Porlamar-Del Caribe Santiago Mariño |
| Copa Airlines         | Panama-Tocumen                                                                  |
| Estelar Latinoamerica | Caracas-Maiquetía                                                               |
| LASER Airlines        | Caracas-Maiquetía                                                               |
| RUTACA Airlines       | Caracas-Maiquetía, Punta Cana, Saint-Domingue Las Américas                      |
| Turpial Airlines      | Valencia A. Michelena                                                           |
| Venezolana            | Caracas-Maiquetía, Ciudad Guayana, Panama-Tocumen                               |

Édité le 16/07/2020  Actualisé le 6/12/2023